# Challenge européen 2021-2022
Navigation
ERCC 2 2020-2021 EPCR Challenge Cup 2022-2023
Le Challenge européen de rugby à XV 2021-2022, appelé également EPCR Challenge Cup, oppose pour la saison 2021-2022 quinze équipes européennes de rugby à XV.
Le format de la compétition change par rapport à l'édition précédente, cette fois-ci durant la phase de poules, les équipes sont réparties en trois poules et non plus en une poule unique. Ensuite la phase finale intègre comme en 2020-2021, des formations non qualifiées aux 8es de finale de Champions Cup.
La compétition se déroulera du 10 décembre 2021 au 27 mai 2022, date de la finale au stade Vélodrome de Marseille, en France.

## Présentation

### Équipes en compétition
Quinze équipes accèdent à la compétition lors de la phase de poules, en conséquence de leur non qualification à la Coupe d'Europe durant la saison précédente :
- les équipes classées de la 9e à la 12e position de Premiership ainsi que l'équipe promue de deuxième division du championnat d'Angleterre ;
- les équipes classées à partir de la 9e du Top 14 ainsi que les deux équipes promus de Pro D2
- les franchises n'ayant pas réussi à se qualifier pour la Coupe d'Europe du Pro14, à l'exception des franchises sud-africaines.

Ces clubs sont les suivants :
| - Gloucester Rugby - London Irish - Newcastle Falcons - Saracens - Worcester Warriors | - Biarritz olympique - CA Brive - Lyon OU - Section paloise - USA Perpignan - RC Toulon | - Benetton Trévise - Dragons - Édimbourg Rugby - Zebre Parma |

Six autres équipes sont reversées en Challenge européen après leur élimination de Coupe d'Europe en phase de groupe, en ayant terminé entre la 9e et la 11e place de leur poule. Ces clubs sont les suivants :
| - Bath Rugby - Glasgow Warriors - Northampton Saints | - Cardiff Rugby - Castres olympique - Wasps |

### Calendrier
Le 10 septembre 2021, l'European Professional Club Rugby officialise, le calendrier du Challenge européen pour la saison 2021-2022.
| Nom                                               | Date | Équipes participantes |
| ------------------------------------------------- | --- | --------------------- |
| Phase de poules                                   | |                       |
| Journée 1 Journée 2 Journée 3 Journée 4 Journée 5 | 10/11/12 décembre 2021 17/18/19 décembre 2021 14/15/16 janvier 2022 21/22/23 janvier 2022 8/9/10 avril 2022 | 15                    |
| Phase finale                                      | |                       |
| Huitièmes de finale                               | 15/16/17 avril 2022                                                                                         | 16 (10 + 6)           |
| Quarts de finale                                  | 6/7/8 mai 2022                                                                                              | 8                     |
| Demi-finale                                       | 13/14/15 mai 2022                                                                                           | 4                     |
| Finale                                            | 27 mai 2022                                                                                                 | 2                     |

## Phase de poules

### Tirage au sort
Les équipes participantes sont réparties en trois chapeaux. Chacun d'eux comporte deux équipes de chaque ligue et répartissent les clubs en fonction de leur classement d'entrée dans la compétition.
| Chapeau   | Premiership                    | Top 14                           | United Rugby Championship    |
| --------- | ------------------------------ | -------------------------------- | ---------------------------- |
| Chapeau 1 | London Irish Newcastle Falcons | RC Toulon Lyon OU                | Dragons Édimbourg Rugby      |
| Chapeau 2 | Gloucester Rugby Saracens      | CA Brive Section paloise         | Zebre Parma Benetton Trévise |
| Chapeau 3 | Worcester Warriors             | USA Perpignan Biarritz olympique | Aucune équipe                |

### Format
Une première phase de poules voit les quinze équipes réparties en trois poules de cinq s'affronter entre elles, sur cinq journées.
Durant la première phase de la compétition, chaque équipe joue deux matchs à domicile et deux matchs à l'extérieur mais, à l'inverse de la Champions Cup 2021-2022, affronte l'ensemble des équipes de sa poule sur match simple et peut affronter des équipes de son propre championnat national.
Le classement de la phase de poules est établi sur la base des quatre rencontres effectuées par chacune des équipes. Les trois premiers de chaque poules ainsi que le meilleur quatrième sont qualifiés pour la phase suivante dans laquelle sont repêchées six équipes de Champions Cup

### Matchs et classements
Les matchs de la phase de poule se déroulent durant cinq week-ends du 10 décembre 2021 au 10 avril 2022.
Le classement est établi en suivant les règles suivantes :
- 4 points de classement pour une victoire ;
- 2 points de classement pour un match nul ;
- 1 point de classement de bonus si l'équipe inscrit 4 essais ou plus ;
- 1 point de classement de bonus si l'équipe perd de 7 points ou moins.

En cas d'égalité au classement entre une ou plusieurs équipes, comptent, dans l'ordre :
- la meilleure différence de points ;
- le nombre d'essais inscrits ;
- le nombre de joueurs suspendus pour des incidents disciplinaires, par ordre croissant.

Si l'égalité est toujours constatée, un tirage au sort est réalisé entre les équipes concernées.
Légende des classements
- Qualification en huitième de finale
- Équipe qualifiable en tant que meilleure quatrième

Légende des résultats
- Victoire de l'équipe à domicile
- Match nul
- Victoire de l'équipe en déplacement

#### Poule A
| Rang | Club               | J | V | N | D | Bo | Bd | Pm  | Pe  | Diff | Pts |
| ---- | ------------------ | - | - | - | - | -- | -- | --- | --- | ---- | --- |
| 1    | RC Toulon          | 4 | 3 | 0 | 1 | 3  | 1  | 107 | 57  | +50  | 16  |
| 2    | Newcastle Falcons  | 4 | 3 | 0 | 1 | 2  | 0  | 73  | 89  | -16  | 14  |
| 3    | Biarritz olympique | 4 | 2 | 1 | 1 | 1  | 1  | 59  | 47  | +12  | 12  |
| 4    | Worcester Warriors | 4 | 1 | 1 | 2 | 2  | 1  | 85  | 91  | -6   | 9   |
| 5    | Zebre Parma        | 4 | 0 | 0 | 4 | 1  | 1  | 75  | 115 | -40  | 2   |

| Résultats (▼dom., ►ext.) | BIA   | NEW   | TOU   | WOR   | ZEB   |
| Biarritz olympique       | —     | 13-17 | 20-17 | —     | —     |
| Newcastle Falcons        | —     | —     | —     | 31-26 | 25-22 |
| RC Toulon                | —     | 28-0  | —     | —     | 28-14 |
| Worcester Warriors       | 0-0   | —     | 23-34 | —     | —     |
| Zebre Parma              | 13-26 | —     | —     | 26-36 | —     |

#### Poule B
| Rang | Club             | J | V | N | D | Bo | Bd | Pm  | Pe  | Diff | Pts |
| ---- | ---------------- | - | - | - | - | -- | -- | --- | --- | ---- | --- |
| 1    | Lyon OU          | 4 | 4 | 0 | 0 | 2  | 0  | 122 | 57  | +65  | 18  |
| 2    | Gloucester Rugby | 4 | 3 | 0 | 1 | 3  | 1  | 161 | 81  | +80  | 16  |
| 3    | Benetton Trévise | 4 | 2 | 0 | 2 | 0  | 0  | 75  | 95  | -20  | 8   |
| 4    | USA Perpignan    | 4 | 1 | 0 | 3 | 0  | 0  | 54  | 138 | -84  | 4   |
| 5    | Dragons          | 4 | 0 | 0 | 4 | 0  | 2  | 74  | 112 | -38  | 2   |

| Résultats (▼dom., ►ext.) | BEN   | DRA   | GLOU  | LOU   | USAP  |
| Benetton Trévise         | —     | 23-9  | —     | —     | 17-7  |
| Dragons                  | —     | —     | 21-26 | 28-41 | —     |
| Gloucester Rugby         | 54-25 | —     | —     | —     | 68-19 |
| Lyon OU                  | 25-10 | —     | 19-13 | —     | —     |
| USA Perpignan            | —     | 22-16 | —     | 6-37  | —     |

#### Poule C
| Rang | Club            | J | V | N | D | Bo | Bd | Pm  | Pe  | Diff | Pts |
| ---- | --------------- | - | - | - | - | -- | -- | --- | --- | ---- | --- |
| 1    | Édimbourg Rugby | 4 | 3 | 1 | 0 | 2  | 1  | 161 | 47  | +114 | 17  |
| 2    | London Irish    | 4 | 2 | 1 | 1 | 2  | 0  | 78  | 82  | -4   | 12  |
| 3    | Saracens        | 4 | 2 | 0 | 2 | 2  | 1  | 118 | 78  | +40  | 11  |
| 4    | CA Brive        | 4 | 1 | 1 | 2 | 0  | 0  | 41  | 146 | -105 | 6   |
| 5    | Section paloise | 4 | 1 | 0 | 3 | 1  | 0  | 75  | 120 | -45  | 5   |

| Résultats (▼dom., ►ext.) | BRI  | EDI   | LON   | SAR  | PAU   |
| CA Brive                 | —    | —     | —     | 5-55 | 33-25 |
| Edimbourg Rugby          | 66-3 | —     | —     | —    | 54-5  |
| London Irish             | 0-0  | 21-20 | —     | —    | —     |
| Saracens                 | —    | 18-21 | 45-24 | —    | —     |
| Section paloise          | —    | —     | 17-33 | 28-0 | —     |

#### Meilleur quatrième
La meilleure équipe ayant terminé quatrième de sa poule accède à la phase finale de la compétition.
| Rang | Club               | Poule | Pos | Pts | Diff | Em |
| ---- | ------------------ | ----- | --- | --- | ---- | -- |
| 1    | Worcester Warriors | A     | 4e  | 9   | -6   | 11 |
| 2    | CA Brive           | C     | 4e  | 6   | -105 | 4  |
| 3    | USA Perpignan      | B     | 4e  | 4   | -84  | 7  |

- Qualification en huitième de finale

## Phase finale
Les dix équipes qualifiées lors de la phase de poule ainsi que les six équipes repêchées de la phase de poule de la Coupe d'Europe sont classées afin de déterminer les oppositions pour les huitièmes de finale ainsi que les équipes ayant l'avantage du terrain :
- les vainqueurs de poule en Challenge européen sont classés de 1er à 3e ;
- les seconds de poule en Challenge européen sont classés de 4e à 6e ;
- les deux meilleurs troisièmes de poule en Challenge européen sont classés 7e et 8e ;
- les six repêchés de Coupe d'Europe sont classés de 9e à 14e ;
- le moins bon troisième de poule en Challenge européen est classé 15e ;
- le quatrième de poule en Challenge européen également qualifié est classé 16e.

Les équipes de même classement en phase de poule du Challenge européen et celles reversées Coupe d'Europe sont départagées, dans l'ordre, selon les critères suivants :
- la meilleure différence de points ;
- le nombre d'essais inscrits ;
- le nombre de joueurs suspendus pour des incidents disciplinaires, par ordre croissant.

Si l'égalité est toujours constatée, un tirage au sort est réalisé entre les équipes concernées.
| Rang | Club               | Poule | Pos | Pts | Diff | Em |
| ---- | ------------------ | ----- | --- | --- | ---- | -- |
| 1    | Lyon OU            | B     | 1er | 18  | +65  | 14 |
| 2    | RC Toulon          | A     | 1er | 16  | +50  | 13 |
| 3    | Édimbourg Rugby    | C     | 1er | 15  | +114 | 22 |
| 4    | Gloucester Rugby   | B     | 2e  | 16  | +77  | 23 |
| 5    | Newcastle Falcons  | A     | 2e  | 14  | -16  | 10 |
| 6    | London Irish       | C     | 2e  | 12  | -4   | 12 |
| 7    | Biarritz olympique | A     | 3e  | 12  | +12  | 8  |
| 8    | Saracens           | C     | 3e  | 11  | +40  | 17 |
| 15   | Benetton Trévise   | B     | 3e  | 8   | -20  | 9  |
| 16   | Worcester Warriors | A     | 4e  | 9   | -6   | 11 |

| Rang | Club               | Poule | Pts | Diff | Em |
| ---- | ------------------ | ----- | --- | ---- | -- |
| 9    | Cardiff Rugby      | B     | 7   | -33  | 13 |
| 10   | Wasps              | B     | 6   | -51  | 7  |
| 11   | Castres olympique  | B     | 5   | -14  | 9  |
| 12   | Glasgow Warriors   | A     | 5   | -35  | 7  |
| 13   | Northampton Saints | A     | 2   | -68  | 6  |
| 14   | Bath Rugby         | A     | 2   | -100 | 6  |

- Équipe jouant le huitième de finale à domicile
- Équipe jouant le huitième de finale à l'extérieur

### Tableau final
|  | Huitièmes de finale                                        | Huitièmes de finale                        | Huitièmes de finale                             | Huitièmes de finale                        |                  |                  | Quarts de finale                        | Quarts de finale                        | Quarts de finale                        | Quarts de finale                        |  |  | Demi-finales                             | Demi-finales                             | Demi-finales                             | Demi-finales                             |  |  | Finale                                       | Finale                                       | Finale                                       | Finale                                       |
|  |                                                            |                                            |                                                 |                                            |                  |                  |                                         |                                         |                                         |                                         |  |  |                                          |                                          |                                          |                                          |  |  |                                              |                                              |                                              |                                              |
|  | le 15 avril 2022 au stade de Gerland, Lyon                 | le 15 avril 2022 au stade de Gerland, Lyon | le 15 avril 2022 au stade de Gerland, Lyon      | le 15 avril 2022 au stade de Gerland, Lyon |                  |                  | le 7 mai 2022 au stade de Gerland, Lyon | le 7 mai 2022 au stade de Gerland, Lyon | le 7 mai 2022 au stade de Gerland, Lyon | le 7 mai 2022 au stade de Gerland, Lyon |  |  | le 14 mai 2022 au stade de Gerland, Lyon | le 14 mai 2022 au stade de Gerland, Lyon | le 14 mai 2022 au stade de Gerland, Lyon | le 14 mai 2022 au stade de Gerland, Lyon |  |  | le 27 mai 2022 au stade Vélodrome, Marseille | le 27 mai 2022 au stade Vélodrome, Marseille | le 27 mai 2022 au stade Vélodrome, Marseille | le 27 mai 2022 au stade Vélodrome, Marseille |
|  | Lyon OU                                                    | Lyon OU                                    | 31                                              | 31                                         |                  |                  | le 7 mai 2022 au stade de Gerland, Lyon | le 7 mai 2022 au stade de Gerland, Lyon | le 7 mai 2022 au stade de Gerland, Lyon | le 7 mai 2022 au stade de Gerland, Lyon |  |  | le 14 mai 2022 au stade de Gerland, Lyon | le 14 mai 2022 au stade de Gerland, Lyon | le 14 mai 2022 au stade de Gerland, Lyon | le 14 mai 2022 au stade de Gerland, Lyon |  |  | le 27 mai 2022 au stade Vélodrome, Marseille | le 27 mai 2022 au stade Vélodrome, Marseille | le 27 mai 2022 au stade Vélodrome, Marseille | le 27 mai 2022 au stade Vélodrome, Marseille |
|  | Lyon OU                                                    | Lyon OU                                    | 31                                              | 31                                         |                  |                  | le 7 mai 2022 au stade de Gerland, Lyon | le 7 mai 2022 au stade de Gerland, Lyon | le 7 mai 2022 au stade de Gerland, Lyon | le 7 mai 2022 au stade de Gerland, Lyon |  |  | le 14 mai 2022 au stade de Gerland, Lyon | le 14 mai 2022 au stade de Gerland, Lyon | le 14 mai 2022 au stade de Gerland, Lyon | le 14 mai 2022 au stade de Gerland, Lyon |  |  | le 27 mai 2022 au stade Vélodrome, Marseille | le 27 mai 2022 au stade Vélodrome, Marseille | le 27 mai 2022 au stade Vélodrome, Marseille | le 27 mai 2022 au stade Vélodrome, Marseille |
|  | Worcester Warriors                                         | Worcester Warriors                         | 17                                              | 17                                         |                  |                  | le 7 mai 2022 au stade de Gerland, Lyon | le 7 mai 2022 au stade de Gerland, Lyon | le 7 mai 2022 au stade de Gerland, Lyon | le 7 mai 2022 au stade de Gerland, Lyon |  |  | le 14 mai 2022 au stade de Gerland, Lyon | le 14 mai 2022 au stade de Gerland, Lyon | le 14 mai 2022 au stade de Gerland, Lyon | le 14 mai 2022 au stade de Gerland, Lyon |  |  | le 27 mai 2022 au stade Vélodrome, Marseille | le 27 mai 2022 au stade Vélodrome, Marseille | le 27 mai 2022 au stade Vélodrome, Marseille | le 27 mai 2022 au stade Vélodrome, Marseille |
|  | Worcester Warriors                                         | Worcester Warriors                         | 17                                              | 17                                         | Lyon OU          | Lyon OU          | 35                                      | 35                                      |                                         |                                         |  |  | le 14 mai 2022 au stade de Gerland, Lyon | le 14 mai 2022 au stade de Gerland, Lyon | le 14 mai 2022 au stade de Gerland, Lyon | le 14 mai 2022 au stade de Gerland, Lyon |  |  | le 27 mai 2022 au stade Vélodrome, Marseille | le 27 mai 2022 au stade Vélodrome, Marseille | le 27 mai 2022 au stade Vélodrome, Marseille | le 27 mai 2022 au stade Vélodrome, Marseille |
|  | le 15 avril 2022 au Kingston Park, Newcastle upon Tyne     |                                            |                                                 |                                            | Lyon OU          | Lyon OU          | 35                                      | 35                                      |                                         |                                         |  |  | le 14 mai 2022 au stade de Gerland, Lyon | le 14 mai 2022 au stade de Gerland, Lyon | le 14 mai 2022 au stade de Gerland, Lyon | le 14 mai 2022 au stade de Gerland, Lyon |  |  | le 27 mai 2022 au stade Vélodrome, Marseille | le 27 mai 2022 au stade Vélodrome, Marseille | le 27 mai 2022 au stade Vélodrome, Marseille | le 27 mai 2022 au stade Vélodrome, Marseille |
|  |                                                            |                                            | Glasgow Warriors                                | Glasgow Warriors                           | 27               | 27               |                                         |                                         |                                         |                                         |  |  | le 14 mai 2022 au stade de Gerland, Lyon | le 14 mai 2022 au stade de Gerland, Lyon | le 14 mai 2022 au stade de Gerland, Lyon | le 14 mai 2022 au stade de Gerland, Lyon |  |  | le 27 mai 2022 au stade Vélodrome, Marseille | le 27 mai 2022 au stade Vélodrome, Marseille | le 27 mai 2022 au stade Vélodrome, Marseille | le 27 mai 2022 au stade Vélodrome, Marseille |
|  | Newcastle Falcons                                          | Newcastle Falcons                          | Glasgow Warriors                                | Glasgow Warriors                           | 27               | 27               | 17                                      | 17                                      |                                         |                                         |  |  | le 14 mai 2022 au stade de Gerland, Lyon | le 14 mai 2022 au stade de Gerland, Lyon | le 14 mai 2022 au stade de Gerland, Lyon | le 14 mai 2022 au stade de Gerland, Lyon |  |  | le 27 mai 2022 au stade Vélodrome, Marseille | le 27 mai 2022 au stade Vélodrome, Marseille | le 27 mai 2022 au stade Vélodrome, Marseille | le 27 mai 2022 au stade Vélodrome, Marseille |
|  | Newcastle Falcons                                          | Newcastle Falcons                          | le 7 mai 2022 au Murrayfield Stadium, Édimbourg |                                            |                  |                  | 17                                      | 17                                      |                                         |                                         |  |  | le 14 mai 2022 au stade de Gerland, Lyon | le 14 mai 2022 au stade de Gerland, Lyon | le 14 mai 2022 au stade de Gerland, Lyon | le 14 mai 2022 au stade de Gerland, Lyon |  |  | le 27 mai 2022 au stade Vélodrome, Marseille | le 27 mai 2022 au stade Vélodrome, Marseille | le 27 mai 2022 au stade Vélodrome, Marseille | le 27 mai 2022 au stade Vélodrome, Marseille |
|  | Glasgow Warriors                                           | Glasgow Warriors                           | 27                                              | 27                                         |                  |                  |                                         |                                         |                                         |                                         |  |  | le 14 mai 2022 au stade de Gerland, Lyon | le 14 mai 2022 au stade de Gerland, Lyon | le 14 mai 2022 au stade de Gerland, Lyon | le 14 mai 2022 au stade de Gerland, Lyon |  |  | le 27 mai 2022 au stade Vélodrome, Marseille | le 27 mai 2022 au stade Vélodrome, Marseille | le 27 mai 2022 au stade Vélodrome, Marseille | le 27 mai 2022 au stade Vélodrome, Marseille |
|  | Glasgow Warriors                                           | Glasgow Warriors                           | 27                                              | 27                                         | Lyon OU          | Lyon OU          | 20                                      | 20                                      |                                         |                                         |  |  |                                          |                                          |                                          |                                          |  |  | le 27 mai 2022 au stade Vélodrome, Marseille | le 27 mai 2022 au stade Vélodrome, Marseille | le 27 mai 2022 au stade Vélodrome, Marseille | le 27 mai 2022 au stade Vélodrome, Marseille |
|  | le 16 avril 2022 au Hive Stadium, Édimbourg                |                                            |                                                 |                                            | Lyon OU          | Lyon OU          | 20                                      | 20                                      |                                         |                                         |  |  |                                          |                                          |                                          |                                          |  |  | le 27 mai 2022 au stade Vélodrome, Marseille | le 27 mai 2022 au stade Vélodrome, Marseille | le 27 mai 2022 au stade Vélodrome, Marseille | le 27 mai 2022 au stade Vélodrome, Marseille |
|  |                                                            |                                            | Wasps                                           | Wasps                                      | 18               | 18               |                                         |                                         |                                         |                                         |  |  |                                          |                                          |                                          |                                          |  |  | le 27 mai 2022 au stade Vélodrome, Marseille | le 27 mai 2022 au stade Vélodrome, Marseille | le 27 mai 2022 au stade Vélodrome, Marseille | le 27 mai 2022 au stade Vélodrome, Marseille |
|  | Édimbourg Rugby                                            | Édimbourg Rugby                            | Wasps                                           | Wasps                                      | 18               | 18               | 41                                      | 41                                      |                                         |                                         |  |  |                                          |                                          |                                          |                                          |  |  | le 27 mai 2022 au stade Vélodrome, Marseille | le 27 mai 2022 au stade Vélodrome, Marseille | le 27 mai 2022 au stade Vélodrome, Marseille | le 27 mai 2022 au stade Vélodrome, Marseille |
|  | Édimbourg Rugby                                            | Édimbourg Rugby                            | le 14 mai 2022 au stade Mayol, Toulon           |                                            |                  |                  | 41                                      | 41                                      |                                         |                                         |  |  |                                          |                                          |                                          |                                          |  |  | le 27 mai 2022 au stade Vélodrome, Marseille | le 27 mai 2022 au stade Vélodrome, Marseille | le 27 mai 2022 au stade Vélodrome, Marseille | le 27 mai 2022 au stade Vélodrome, Marseille |
|  | Bath Rugby                                                 | Bath Rugby                                 | 19                                              | 19                                         |                  |                  |                                         |                                         |                                         |                                         |  |  |                                          |                                          |                                          |                                          |  |  | le 27 mai 2022 au stade Vélodrome, Marseille | le 27 mai 2022 au stade Vélodrome, Marseille | le 27 mai 2022 au stade Vélodrome, Marseille | le 27 mai 2022 au stade Vélodrome, Marseille |
|  | Bath Rugby                                                 | Bath Rugby                                 | 19                                              | 19                                         | Édimbourg Rugby  | Édimbourg Rugby  | 30                                      | 30                                      |                                         |                                         |  |  |                                          |                                          |                                          |                                          |  |  | le 27 mai 2022 au stade Vélodrome, Marseille | le 27 mai 2022 au stade Vélodrome, Marseille | le 27 mai 2022 au stade Vélodrome, Marseille | le 27 mai 2022 au stade Vélodrome, Marseille |
|  | le 15 avril 2022 au Parc des sports d'Aguiléra, Biarritz   |                                            |                                                 |                                            | Édimbourg Rugby  | Édimbourg Rugby  | 30                                      | 30                                      |                                         |                                         |  |  |                                          |                                          |                                          |                                          |  |  | le 27 mai 2022 au stade Vélodrome, Marseille | le 27 mai 2022 au stade Vélodrome, Marseille | le 27 mai 2022 au stade Vélodrome, Marseille | le 27 mai 2022 au stade Vélodrome, Marseille |
|  |                                                            |                                            | Wasps                                           | Wasps                                      | 34               | 34               |                                         |                                         |                                         |                                         |  |  |                                          |                                          |                                          |                                          |  |  | le 27 mai 2022 au stade Vélodrome, Marseille | le 27 mai 2022 au stade Vélodrome, Marseille | le 27 mai 2022 au stade Vélodrome, Marseille | le 27 mai 2022 au stade Vélodrome, Marseille |
|  | Biarritz olympique                                         | Biarritz olympique                         | Wasps                                           | Wasps                                      | 34               | 34               | 29                                      | 29                                      |                                         |                                         |  |  |                                          |                                          |                                          |                                          |  |  | le 27 mai 2022 au stade Vélodrome, Marseille | le 27 mai 2022 au stade Vélodrome, Marseille | le 27 mai 2022 au stade Vélodrome, Marseille | le 27 mai 2022 au stade Vélodrome, Marseille |
|  | Biarritz olympique                                         | Biarritz olympique                         | le 8 mai 2022 au stade Mayol, Toulon            |                                            |                  |                  | 29                                      | 29                                      |                                         |                                         |  |  |                                          |                                          |                                          |                                          |  |  | le 27 mai 2022 au stade Vélodrome, Marseille | le 27 mai 2022 au stade Vélodrome, Marseille | le 27 mai 2022 au stade Vélodrome, Marseille | le 27 mai 2022 au stade Vélodrome, Marseille |
|  | Wasps                                                      | Wasps                                      | 39                                              | 39                                         |                  |                  |                                         |                                         |                                         |                                         |  |  |                                          |                                          |                                          |                                          |  |  | le 27 mai 2022 au stade Vélodrome, Marseille | le 27 mai 2022 au stade Vélodrome, Marseille | le 27 mai 2022 au stade Vélodrome, Marseille | le 27 mai 2022 au stade Vélodrome, Marseille |
|  | Wasps                                                      | Wasps                                      | 39                                              | 39                                         | Lyon OU          | Lyon OU          | 30                                      | 30                                      |                                         |                                         |  |  |                                          |                                          |                                          |                                          |  |  |                                              |                                              |                                              |                                              |
|  | le 16 avril 2022 au stade Mayol, Toulon                    |                                            |                                                 |                                            | Lyon OU          | Lyon OU          | 30                                      | 30                                      |                                         |                                         |  |  |                                          |                                          |                                          |                                          |  |  |                                              |                                              |                                              |                                              |
|  |                                                            |                                            | RC Toulon                                       | RC Toulon                                  | 12               | 12               |                                         |                                         |                                         |                                         |  |  |                                          |                                          |                                          |                                          |  |  |                                              |                                              |                                              |                                              |
|  | RC Toulon                                                  | RC Toulon                                  | RC Toulon                                       | RC Toulon                                  | 12               | 12               | 36                                      | 36                                      |                                         |                                         |  |  |                                          |                                          |                                          |                                          |  |  |                                              |                                              |                                              |                                              |
|  | RC Toulon                                                  | RC Toulon                                  |                                                 |                                            |                  |                  |                                         | 36                                      |                                         |                                         |  |  |                                          |                                          |                                          |                                          |  |  |                                              |                                              |                                              |                                              |
|  | Benetton Trévise                                           | Benetton Trévise                           | 17                                              | 17                                         |                  |                  |                                         |                                         |                                         |                                         |  |  |                                          |                                          |                                          |                                          |  |  |                                              |                                              |                                              |                                              |
|  | Benetton Trévise                                           | Benetton Trévise                           | 17                                              | 17                                         | RC Toulon        | RC Toulon        | 19                                      | 19                                      |                                         |                                         |  |  |                                          |                                          |                                          |                                          |  |  |                                              |                                              |                                              |                                              |
|  | le 15 avril 2022 au Brentford Community Stadium, Brentford |                                            |                                                 |                                            | RC Toulon        | RC Toulon        | 19                                      | 19                                      |                                         |                                         |  |  |                                          |                                          |                                          |                                          |  |  |                                              |                                              |                                              |                                              |
|  |                                                            |                                            | London Irish                                    | London Irish                               | 18               | 18               |                                         |                                         |                                         |                                         |  |  |                                          |                                          |                                          |                                          |  |  |                                              |                                              |                                              |                                              |
|  | London Irish                                               | London Irish                               | London Irish                                    | London Irish                               | 18               | 18               | 64                                      | 64                                      |                                         |                                         |  |  |                                          |                                          |                                          |                                          |  |  |                                              |                                              |                                              |                                              |
|  | London Irish                                               | London Irish                               | le 6 mai 2022 au Kingsholm Stadium, Gloucester  |                                            |                  |                  | 64                                      | 64                                      |                                         |                                         |  |  |                                          |                                          |                                          |                                          |  |  |                                              |                                              |                                              |                                              |
|  | Castres olympique                                          | Castres olympique                          | 27                                              | 27                                         |                  |                  |                                         |                                         |                                         |                                         |  |  |                                          |                                          |                                          |                                          |  |  |                                              |                                              |                                              |                                              |
|  | Castres olympique                                          | Castres olympique                          | 27                                              | 27                                         | RC Toulon        | RC Toulon        | 25                                      | 25                                      |                                         |                                         |  |  |                                          |                                          |                                          |                                          |  |  |                                              |                                              |                                              |                                              |
|  | le 16 avril 2022 au Kingsholm Stadium, Gloucester          |                                            |                                                 |                                            | RC Toulon        | RC Toulon        | 25                                      | 25                                      |                                         |                                         |  |  |                                          |                                          |                                          |                                          |  |  |                                              |                                              |                                              |                                              |
|  |                                                            |                                            | Saracens                                        | Saracens                                   | 16               | 16               |                                         |                                         |                                         |                                         |  |  |                                          |                                          |                                          |                                          |  |  |                                              |                                              |                                              |                                              |
|  | Gloucester Rugby                                           | Gloucester Rugby                           | Saracens                                        | Saracens                                   | 16               | 16               | 31                                      | 31                                      |                                         |                                         |  |  |                                          |                                          |                                          |                                          |  |  |                                              |                                              |                                              |                                              |
|  | Gloucester Rugby                                           | Gloucester Rugby                           |                                                 |                                            |                  |                  |                                         | 31                                      |                                         |                                         |  |  |                                          |                                          |                                          |                                          |  |  |                                              |                                              |                                              |                                              |
|  | Northampton Saints                                         | Northampton Saints                         | 21                                              | 21                                         |                  |                  |                                         |                                         |                                         |                                         |  |  |                                          |                                          |                                          |                                          |  |  |                                              |                                              |                                              |                                              |
|  | Northampton Saints                                         | Northampton Saints                         | 21                                              | 21                                         | Gloucester Rugby | Gloucester Rugby | 15                                      | 15                                      |                                         |                                         |  |  |                                          |                                          |                                          |                                          |  |  |                                              |                                              |                                              |                                              |
|  | le 17 avril 2022 au StoneX Stadium, Londres                |                                            |                                                 |                                            | Gloucester Rugby | Gloucester Rugby | 15                                      | 15                                      |                                         |                                         |  |  |                                          |                                          |                                          |                                          |  |  |                                              |                                              |                                              |                                              |
|  |                                                            |                                            | Saracens                                        | Saracens                                   | 44               | 44               |                                         |                                         |                                         |                                         |  |  |                                          |                                          |                                          |                                          |  |  |                                              |                                              |                                              |                                              |
|  | Saracens                                                   | Saracens                                   | Saracens                                        | Saracens                                   | 44               | 44               | 40                                      | 40                                      |                                         |                                         |  |  |                                          |                                          |                                          |                                          |  |  |                                              |                                              |                                              |                                              |
|  | Saracens                                                   | Saracens                                   |                                                 |                                            |                  |                  |                                         | 40                                      |                                         |                                         |  |  |                                          |                                          |                                          |                                          |  |  |                                              |                                              |                                              |                                              |
|  | Cardiff Rugby                                              | Cardiff Rugby                              | 33                                              | 33                                         |                  |                  |                                         |                                         |                                         |                                         |  |  |                                          |                                          |                                          |                                          |  |  |                                              |                                              |                                              |                                              |
|  | Cardiff Rugby                                              | Cardiff Rugby                              | 33                                              | 33                                         |                  |                  |                                         |                                         |                                         |                                         |  |  |                                          |                                          |                                          |                                          |  |  |                                              |                                              |                                              |                                              |
|  |                                                            |                                            |                                                 |                                            |                  |                  |                                         |                                         |                                         |                                         |  |  |                                          |                                          |                                          |                                          |  |  |                                              |                                              |                                              |                                              |

### Huitièmes de finale
Les huitièmes de finale se jouent en une manche, le week-end du 17 avril 2022. Les huit premiers au classement des équipes qualifiées jouent à domicile.
| 15 avril 2022 17 h 30 WET | London Irish | 64 - 27 (40 - 3) | Castres olympique | Brentford Community Stadium, Londres 3 715 spectateurs Arbitre : Andrea Piardi |
| 15 avril 2022 17 h 30 WET | Essai(s) : 10 Creevy (6e, 24e), Rona (17e), Pearson (34e), González (37e, Rowe (39e), Rogerson (en) (70e), Joseph (75e), Cornish (en) (78e), Janse van Rensburg (79e) Transformation(s) : 7 Jackson (7e, 25e, 35e, 38e, 40e, 76e, 79e) | Rapport          | Essai(s) : 3 Kockott (45e), Chabouni (54e), Arata (58e) Transformation(s) : 3 Botica (46e, 55e, 58e) Pénalité(s) : 2 Botica (21e, 65e) Carton(s) jaune(s) : 1 Chabouni (70e) | Brentford Community Stadium, Londres 3 715 spectateurs Arbitre : Andrea Piardi |
| 15 avril 2022 17 h 30 WET | | Rapport          | | Brentford Community Stadium, Londres 3 715 spectateurs Arbitre : Andrea Piardi |

| 15 avril 2022 18 h 30 WET | Biarritz olympique | 29 - 39 (8 - 29) | Wasps | Parc des Sports d'Aguiléra, Biarritz 4 500 spectateurs Arbitre : Chris Busby (en) |
| 15 avril 2022 18 h 30 WET | Essai(s) : 4 Peyresblanques (28e), Hirigoyen (42e), Armitage (57e), Soury (68e) Transformation(s) : 3 Bosch (43e, 58e, 68e) Pénalité(s) : 1 Bosch (14e) | Rapport          | Essai(s) : 5 Umaga (11e), Barbeary (14e, 22e, 75e), Robson (26e) Transformation(s) : 4 Gopperth (15e, 23e, 27e, 76e) Pénalité(s) : 2 Gopperth (9e, 62e) | Parc des Sports d'Aguiléra, Biarritz 4 500 spectateurs Arbitre : Chris Busby (en) |
| 15 avril 2022 18 h 30 WET | | Rapport          | | Parc des Sports d'Aguiléra, Biarritz 4 500 spectateurs Arbitre : Chris Busby (en) |

| 15 avril 2022 21 h WET | Lyon OU | 31 - 17 (14 - 5) | Worcester Warriors                                                                       | Matmut Stadium Gerland, Lyon 10 840 spectateurs Arbitre : Gianlucca Gnecchi (en) |
| 15 avril 2022 21 h WET | Essai(s) : 5 Couilloud (4e), Taofifénua (15e), Devisme (47e), Barassi (76e) Transformation(s) : 4 Sopoaga (5e, 16e, 48e), Berdeu (78e) Pénalité(s) : 1 Berdeu (57e) Carton(s) jaune(s) : 1 Laporte (38e) | Rapport          | Essai(s) : 3 Howe (en) (2e), Hill (50e), Searle (75e) Transformation(s) : 1 Searle (76e) | Matmut Stadium Gerland, Lyon 10 840 spectateurs Arbitre : Gianlucca Gnecchi (en) |
| 15 avril 2022 21 h WET | | Rapport          |                                                                                          | Matmut Stadium Gerland, Lyon 10 840 spectateurs Arbitre : Gianlucca Gnecchi (en) |

| 15 avril 2022 20 h WET | Newcastle Falcons | 17 - 27 (3 - 19) | Glasgow Warriors | Kingston Park, Newcastle upon Tyne 4 121 spectateurs Arbitre : Tual Trainini |
| 15 avril 2022 20 h WET | Essai(s) : 2 Montgomery (en) (51e), Hodgson (en) (65e) Transformation(s) : 2 Connon (en) (52e), Hodgson (66e) Pénalité(s) : 1 Connon (27e) | Rapport          | Essai(s) : 4 Matthews (3e), Steyn (6e, 57e), McKay (31e) Transformation(s) : 2 Thompson (4e, 32e) Pénalité(s) : 1 Thompson (62e) | Kingston Park, Newcastle upon Tyne 4 121 spectateurs Arbitre : Tual Trainini |
| 15 avril 2022 20 h WET | | Rapport          | | Kingston Park, Newcastle upon Tyne 4 121 spectateurs Arbitre : Tual Trainini |

| 16 avril 2022 21 h WET | RC Toulon | 36 - 17 (17 - 3) | Benetton Trévise | Stade Mayol, Toulon 10 264 spectateurs Arbitre : Karl Dickson |
| 16 avril 2022 21 h WET | Essai(s) : 3 Villière (7e), Ollivon (27e), Coulon (78e) Transformation(s) : 3 Carbonel (8e, 28e, 80e) Pénalité(s) : 5 Carbonel (37e, 62e, 67e, 72e, 76e) | Rapport          | Essai(s) : 2 Menoncello (52e), Ioane (60e) Transformation(s) : 2 Smith (en) (53e, 61e) Pénalité(s) : 1 Smith (4e) Carton(s) jaune(s) : 1 Tetaz Chaparro (39e) | Stade Mayol, Toulon 10 264 spectateurs Arbitre : Karl Dickson |
| 16 avril 2022 21 h WET | | Rapport          | | Stade Mayol, Toulon 10 264 spectateurs Arbitre : Karl Dickson |

| 16 avril 2022 20 h WET | Gloucester Rugby | 31 - 21 (21 - 14) | Northampton Saints | Kingsholm Stadium, Gloucester 5 673 spectateurs Arbitre : Sam Grove-White (en) |
| 16 avril 2022 20 h WET | Essai(s) : 4 Thorley (4e), Rapava-Ruskin (en) (7e), Alemanno (21e), Socino (46e) Transformation(s) : 4 Hastings (5e, 8e, 22e, 47e) Pénalité(s) : 1 Hastings (54e) Carton(s) rouge(s) : 1 Craig (en) (80e) | Rapport           | Essai(s) : 3 Augustus (32e), Hutchinson (38e), Haywood (en) (66e) Transformation(s) : 3 Biggar (33e, 39e), Furbank (67e) Carton(s) jaune(s) : 1 Coles (20e) Carton(s) rouge(s) : 1 Biggar (53e) | Kingsholm Stadium, Gloucester 5 673 spectateurs Arbitre : Sam Grove-White (en) |
| 16 avril 2022 20 h WET | | Rapport           | | Kingsholm Stadium, Gloucester 5 673 spectateurs Arbitre : Sam Grove-White (en) |

| 16 avril 2022 20 h WET | Édimbourg Rugby | 41 - 19 (15 - 19) | Bath Rugby                                                                                        | Hive Stadium, Édimbourg 5 071 spectateurs Arbitre : Ludovic Cayre |
| 16 avril 2022 20 h WET | Essai(s) : 6 Boffelli (10e, 62e), Kinghorn (31e), Schoeman (52e), Bennett (68e), Boyle (en) (78e) Transformation(s) : 4 Boffelli (31e, 53e, 64e, 79e) Pénalité(s) : 1 Boffelli (22e) Carton(s) jaune(s) : 1 Hutchison (en) (72e) | Rapport           | Essai(s) : 3 Underhill (1re, 25e), Spencer (34e) Transformation(s) : 2 Bailey (2e), Spencer (35e) | Hive Stadium, Édimbourg 5 071 spectateurs Arbitre : Ludovic Cayre |
| 16 avril 2022 20 h WET | | Rapport           |                                                                                                   | Hive Stadium, Édimbourg 5 071 spectateurs Arbitre : Ludovic Cayre |

| 17 avril 2022 13 h WET | Saracens | 40 - 33 (16 - 13) | Cardiff Rugby | StoneX Stadium, Londres 3 613 spectateurs Arbitre : Pierre Brousset |
| 17 avril 2022 13 h WET | Essai(s) : 5 Morris (en) (36e), Maitland (51e, 57e), Davies (62e), Malins (68e) Transformation(s) : 3 Farrell (37e, 52e, 69e) Pénalité(s) : 3 Farrell (14e, 24e, 31e) | Rapport           | Essai(s) : 3 Williams (40e), Lane (48e), Carré (73e) Transformation(s) : 3 Priestland (40e+1, 49e), Evans (75e) Pénalité(s) : 4 Priestland (8e, 32e, 55e, 60e) | StoneX Stadium, Londres 3 613 spectateurs Arbitre : Pierre Brousset |
| 17 avril 2022 13 h WET | | Rapport           | | StoneX Stadium, Londres 3 613 spectateurs Arbitre : Pierre Brousset |

### Quarts de finale
Les quarts de finale se jouent en une manche, le week-end du 8 mai 2022. Les équipes ayant gagné un huitième de finale impliquant un vainqueur de poule ou le meilleur deuxième de poule jouent à domicile.
| 6 mai 2022 21 h WET | Gloucester Rugby | 15 - 44 (5 - 16) | Saracens | Kingsholm Stadium, Gloucester 7 161 spectateurs Arbitre : Frank Murphy |
| 6 mai 2022 21 h WET | Essai(s) : 2 Singleton (30e), Rees-Zammit (73e) Transformation(s) : 1 Twelvetrees (73e) Pénalité(s) : 1 Hastings (43e) Carton(s) jaune(s) : 2 Thorley (15e), Rapava-Ruskin (en) (49e) | Rapport          | Essai(s) : 5 Davies (7e), Itoje (46e), Tompkins (49e), George (60e), Taylor (70e) Transformation(s) : 5 Farrell (8e, 48e, 51e, 61e, 71e) Pénalité(s) : 3 Farrell (5e, 17e, 36e) Carton(s) jaune(s) : 1 George (25e) | Kingsholm Stadium, Gloucester 7 161 spectateurs Arbitre : Frank Murphy |
| 6 mai 2022 21 h WET | | Rapport          | | Kingsholm Stadium, Gloucester 7 161 spectateurs Arbitre : Frank Murphy |

| 7 mai 2022 13 h 30 WET | Édimbourg Rugby | 30 - 34 (17 - 10) | Wasps | Hive Stadium, Édimbourg 6 431 spectateurs Arbitre : Pierre Brousset |
| 7 mai 2022 13 h 30 WET | Essai(s) : 3 Vellacott (12e), McBurney (en) (25e), Bradbury (66e) Transformation(s) : 3 Boffelli (13e, 26e, 66e) Pénalité(s) : 3 Boffelli (9e, 42e, 73e) Carton(s) jaune(s) : 1 Boyle (en) (74e) | Rapport           | Essai(s) : 4 Gopperth (15e, Alo (en) (43e), West (en) (57e), Barbeary (75e) Transformation(s) : 4 Gopperth (16e, 44e, 58e, 77e) Pénalité(s) : 2 Gopperth (7e, 49e) | Hive Stadium, Édimbourg 6 431 spectateurs Arbitre : Pierre Brousset |
| 7 mai 2022 13 h 30 WET | | Rapport           | | Hive Stadium, Édimbourg 6 431 spectateurs Arbitre : Pierre Brousset |

| 7 mai 2022 21 h WET | Lyon OU | 35 - 27 (13 - 20) | Glasgow Warriors | Matmut Stadium de Gerland, Lyon 8 494 spectateurs Arbitre : Matthew Carley |
| 7 mai 2022 21 h WET | Essai(s) : 4 Couilloud (35e), Taofifénua (55e), Niniashvili (61e, 75e) Transformation(s) : 3 Berdeu (36e, 76e), Doussain (57e) Pénalité(s) : 3 Berdeu (1re, 12e, 70e) Carton(s) jaune(s) : 1 Berdeu (49e) | Rapport           | Essai(s) : 3 McKay (5e), Forbes (en) (39e), de pénalité (49e) Transformation(s) : 3 Thompson (6e, 40e), de pénalité (49e) Pénalité(s) : 2 Thompson (23e, 27e) Carton(s) jaune(s) : 1 Bhatti (51e) | Matmut Stadium de Gerland, Lyon 8 494 spectateurs Arbitre : Matthew Carley |
| 7 mai 2022 21 h WET | | Rapport           | | Matmut Stadium de Gerland, Lyon 8 494 spectateurs Arbitre : Matthew Carley |

| 8 mai 2022 13 h 30 WET | RC Toulon | 19 - 18 (6 - 10) | London Irish | Stade Mayol, Toulon 11 300 spectateurs Arbitre : Sam Grove-White (en) |
| 8 mai 2022 13 h 30 WET | Essai(s) : 1 Ollivon (59e) Transformation(s) : 1 Carbonel (59e) Pénalité(s) : 4 Carbonel (36e, 40e, 43e, 66e) Carton(s) jaune(s) : 1 Serin (35e) | Rapport          | Essai(s) : 2 Tuisue (8e), Arundell (73e) Transformation(s) : 1 Jackson (10e) Pénalité(s) : 2 Jackson (4e, 62e) Carton(s) jaune(s) : 2 Creevy (35e), González (50e) | Stade Mayol, Toulon 11 300 spectateurs Arbitre : Sam Grove-White (en) |
| 8 mai 2022 13 h 30 WET | | Rapport          | | Stade Mayol, Toulon 11 300 spectateurs Arbitre : Sam Grove-White (en) |

### Demi-finales
Les demi-finales se jouent en une manche, le week-end du 15 mai 2022.
| 14 mai 2022 13 h 30 WET | Lyon OU | 20 - 18 (3 - 8) | Wasps | Matmut Stadium de Gerland, Lyon 10 525 spectateurs Arbitre : Frank Murphy |
| 14 mai 2022 13 h 30 WET | Essai(s) : 2 Berdeu (46e), Charcosset (53e) Transformation(s) : 2 Berdeu (48e, 54e) Pénalité(s) : 2 Berdeu (35e, 64e) | Rapport         | Essai(s) : 2 Robson (23e), Gopperth (73e) Transformation(s) : 1 Gopperth (74e) Pénalité(s) : 2 Gopperth (38e, 51e) | Matmut Stadium de Gerland, Lyon 10 525 spectateurs Arbitre : Frank Murphy |
| 14 mai 2022 13 h 30 WET | | Rapport         | | Matmut Stadium de Gerland, Lyon 10 525 spectateurs Arbitre : Frank Murphy |

| 14 mai 2022 21 h WET | RC Toulon | 25 - 16 (15 - 13) | Saracens                                                                                            | Stade Mayol, Toulon 13 568 spectateurs Arbitre : Andrew Brace |
| 14 mai 2022 21 h WET | Essai(s) : 3 Villière (2e, 39e), Wainiqolo (60e) Transformation(s) : 2 Carbonel (4e, 61e) Pénalité(s) : 1 Carbonel (33e) | Rapport           | Essai(s) : 1 Earl (15e) Transformation(s) : 1 Farrell (17e) Pénalité(s) : 3 Farrell (12e, 26e, 58e) | Stade Mayol, Toulon 13 568 spectateurs Arbitre : Andrew Brace |
| 14 mai 2022 21 h WET | | Rapport           | | Stade Mayol, Toulon 13 568 spectateurs Arbitre : Andrew Brace |

### Finale
La finale se joue le vendredi 27 mai 2022 au stade Vélodrome, à Marseille.
| 27 mai 2022 21 h WET | Lyon OU | 30 - 12 (10 - 7) | RC Toulon                                                                                                   | Stade Vélodrome, Marseille 51 431 spectateurs Arbitre : Luke Pearce |
| 27 mai 2022 21 h WET | Essai(s) : 3 Couilloud (7e), de pénalité (45e), Barassi (47e) Transformation(s) : 3 Berdeu (9e, 48e), de pénalité (45e) Pénalité(s) : 3 Berdeu (20e, 58e), Ngatai (69e) Carton(s) jaune(s) : 2 Berdeu (61e), Ngatai (72e) | Rapport          | Essai(s) : 2 Serin (15e), Kolbe (73e) Transformation(s) : 1 Carbonel (17e) Carton(s) jaune(s) : 1 Luc (45e) | Stade Vélodrome, Marseille 51 431 spectateurs Arbitre : Luke Pearce |
| 27 mai 2022 21 h WET | | Rapport          | | Stade Vélodrome, Marseille 51 431 spectateurs Arbitre : Luke Pearce |

## Statistiques

### Meilleurs réalisateurs
| Rang | Joueur            | Club               | Essais | Transf. | Pén. | Drops | Points |
| ---- | ----------------- | ------------------ | ------ | ------- | ---- | ----- | ------ |
| 1    | Léo Berdeu        | Lyon OU            | 1      | 12      | 14   | 0     | 71     |
| 2    | Emiliano Boffelli | Édimbourg Rugby    | 2      | 16      | 7    | 0     | 63     |
| 3    | Owen Farrell      | Saracens           | 0      | 15      | 10   | 0     | 60     |
| 4    | Louis Carbonel    | RC Toulon          | 0      | 10      | 11   | 0     | 53     |
| 5    | Jimmy Gopperth    | Wasps              | 2      | 9       | 6    | 0     | 46     |
| 6    | Sam Davies        | Dragons RFC        | 0      | 6       | 9    | 0     | 39     |
| 7    | Adam Hastings     | Gloucester Rugby   | 0      | 13      | 2    | 0     | 32     |
| 8    | Rhyno Smith       | Benetton Trévise   | 1      | 5       | 5    | 0     | 30     |
| 8    | Paddy Jackson     | London Irish       | 0      | 12      | 2    | 0     | 30     |
| 10   | Billy Searle      | Worcester Warriors | 2      | 7       | 1    | 0     | 27     |

### Meilleurs marqueurs
| Rang | Joueur             | Club             | Essais |
| ---- | ------------------ | ---------------- | ------ |
| 1    | Santiago Socino    | Gloucester Rugby | 5      |
| 2    | Ramiro Moyano      | Édimbourg Rugby  | 4      |
| 2    | Agustín Creevy     | London Irish     | 4      |
| 2    | Baptiste Couilloud | Lyon OU          | 4      |
| 2    | Gabin Villière     | RC Toulon        | 4      |
| 2    | Alfie Barbeary     | Wasps            | 4      |
| 7    | Conor Boyle        | Édimbourg Rugby  | 3      |
| 7    | Jack Singleton     | Gloucester Rugby | 3      |
| 7    | Louis Rees-Zammit  | Gloucester Rugby | 3      |
| 7    | Jordy Reid         | Gloucester Rugby | 3      |
| 7    | Olly Cracknell     | London Irish     | 3      |
| 7    | Ethan Dumortier    | Lyon OU          | 3      |
| 7    | Davit Niniashvili  | Lyon OU          | 3      |
| 7    | Romain Taofifénua  | Lyon OU          | 3      |
| 7    | Sean Maitland      | Saracens         | 3      |